# گرانجنو (تگزاس)
گرانجنو، تگزاس (به انگلیسی: Granjeno, Texas) شهری در ایالت تگزاس از ایالات جنوبی ایالات متحده آمریکا است. در سرشماری سال ۲۰۰۰، جمعیت این شهر ۳۱۳ نفر اعلام شد.